# Stefan Wojsław
Stefan Wojsław lub Wojsław, także Wojisław (Vojslav) – książę Zahumla w latach 1035–1042.
W 1018 roku po upadku cesarstwa zachodniobułgarskiego Cesarstwo Bizantyńskie podporządkowało sobie ziemie serbskie tworząc nowy okręg administracyjny dla Primorja - tem ze stolicą w Dubrowniku. Książę Zahumla i Trawunii Stefan Wojsław uznał zwierzchnictwo bizantyńskie, podobnie jak jego wschodni sąsiad duklański Stefan Dobrosław.
Status obydwu władców jest dyskutowany przez uczonych. Wielu z nich uważa, że Primorje znalazło się pod bezpośrednią władzą Bizancjum. Wskazują, że Pop Duklanin mówi o złej sytuacji Dukli pod rządami Bizancjum oraz o rewolcie Dobrosława przeciw Bizancjum, a Skylitzes w swej kronice podaje, że w 1034 roku Serbowie odrzucili władzę grecką, co wydaje się wskazywać na wcześniejszą podległość Bizancjum. Uczeni ci stoją na stanowisku, że nie można mówić o żadnej władzy serbskiej w tym rejonie przed 1035 rokiem. Część uczonych wychodząc od faktu, że Jan Włodzimierz nigdy nie należał do stronnictwa antybizantyńskiego i nie pomagał Bułgarii w wojnie przeciw Bizancjum, przyjmuje że Dukla i Zahumle zachowały status wasalny pod panowaniem bizantyńskim.
Niezależnie od tego jak sytuacja wyglądała, gdy źródła ponownie około połowy lat 30. mówią o Primorju, Zahumlem i Trawunią władał Stefan Wojsław. W 1035 roku odmówił on złożenia hołdu Bizancjum. Został jednak pokonany w otwartym boju przez bizantyńskiego stratega Dracza i odstawiony jako jeniec do Konstantynopola. W następnym roku zbiegł. Po powrocie schronił się w góry wraz ze stale rosnącą liczbą zwolenników i w krótkim czasie oswobodził znaczną część swego księstwa. Kolejne ekspedycje bizantyńskie kończyły się niepowodzeniem. W jednej z nich zginął bizantyński dowódca. Wojsław nie występował do otwartej walki. Gdy wkraczali Bizantyńczycy, wycofywał się w góry, skąd nękał liczniejszą i lepiej uzbrojoną armię wroga nagłymi wypadami i zasadzkami. W 1040 roku na wybrzeżu dalmatyńskim rozbił się bizantyński okręt z ładunkiem złota. Wojsław zagarnął ładunek i odmówił wydania go Bizantyńczykom. W 1042 roku rozbił w wąwozach górskich Trawunii armię katepana Dracza, patrycjusza Michała.
Po 1042 roku źródła nie mówią już więcej o Wojsławie, co zdaniem historyków oznacza, że w tym czasie zmarł. Po jego śmierci władzę nad księstwem Zahumla objął jego syn Ljutowid.
Z uwagi na to że źródła greckie mówią w tym czasie jedynie o Stefanie Wojsławie jako o antagoniście Bizancjum w Serbii, zaś Pop Duklanin w swej relacji opowiada tylko o Dobrosławie, część uczonych utożsamia obydwu władców przyjmując, że Duklanin myli się co do imienia władcy Dukli